# L'Odeur des fauves
Pour plus de détails, voir Fiche technique et Distribution.
L'Odeur des fauves  est un film français de Richard Balducci sorti en 1972.

## Synopsis
Un photographe reporter pour magazine de presse à scandale prend en photo une jeune femme blonde embrassant un homme noir dans un club. Il se rend compte que c'est la fille d'un sénateur ségrégationniste, et les ennuis commencent alors pour lui.

## Fiche technique
- Réalisation : Richard Balducci
- Scénario : Richard Balducci, Michel Martens
- Durée : 85 minutes
- Musique : Francis Lai
- Montage : Michel Lewin
- Date de sortie: 14 février 1972

## Distribution
- Maurice Ronet : Marc Fontemps
- Josephine Chaplin : Edith
- Vittorio De Sica : Milord
- Raymond Pellegrin : Fallen
- Francis Blanche : Paluche
- Katerine Mousseau : Dolly
- Chantal Nobel : Marie Fulton
- Dominique Zardi : Dominique
- Jean-Claude Odin : Ken
- Katia Tchenko : La star
- Max Montavon
- Françoise Deldick
- George Birt
- Tanya Lopert